# Woman's Home Companion
Woman's Home Companion est une publication mensuelle américaine publiée de 1873 à 1957, ciblant un lectorat féminin.
Le magazine a été fondé à Cleveland en 1873.

## Illustrateurs
On trouve entre autres :

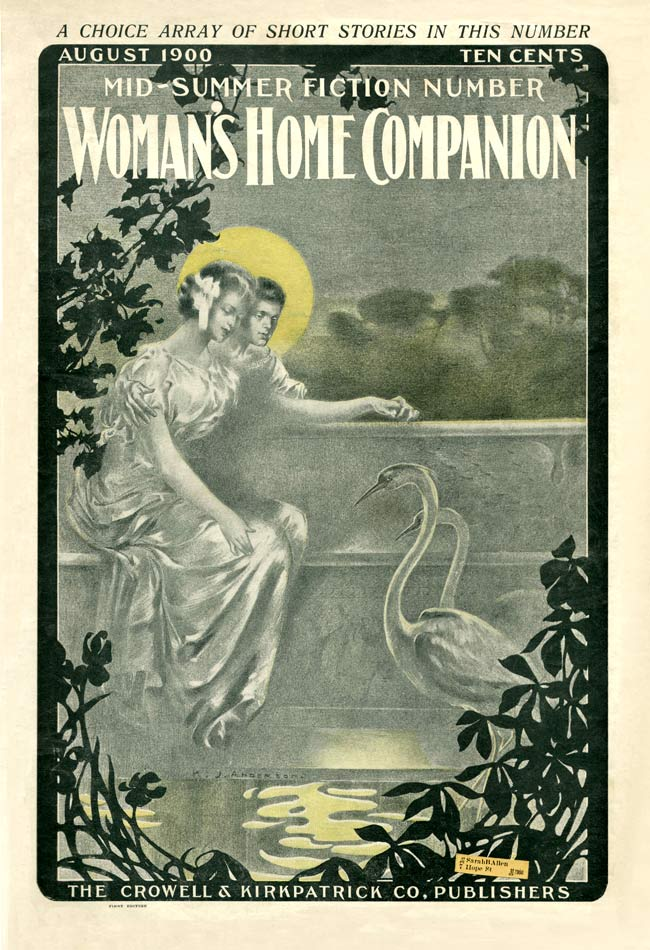
Karl James Anderson, 1900

- Rolf Armstrong, parmi ses premières contributions
- Władysław T. Benda (en)
- Rico Lebrun
- Neysa McMein
- Violet Oakley
- May Wilson Preston
- Dynevor Rhys

## Rédacteurs
- Sarah Chauncey Woolsey,
- Temple Bailey,
- Rachel Carson,
- Patricia Highsmith,
- Willa Cather
- Faith Baldwin